# Yigal Tumarkin

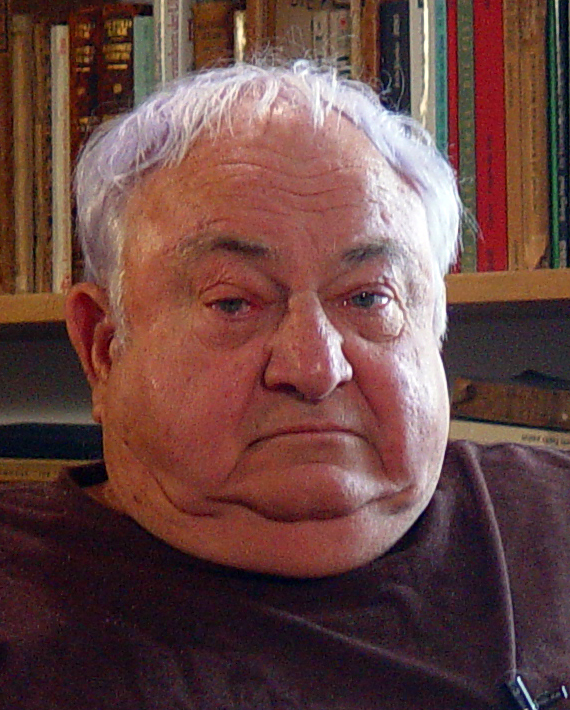
Yigal Tumarkin (25 december 2006)

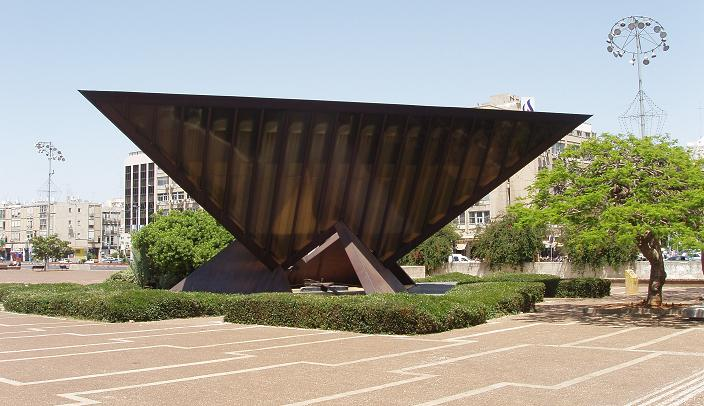
Holocaustmonument in Tel Aviv

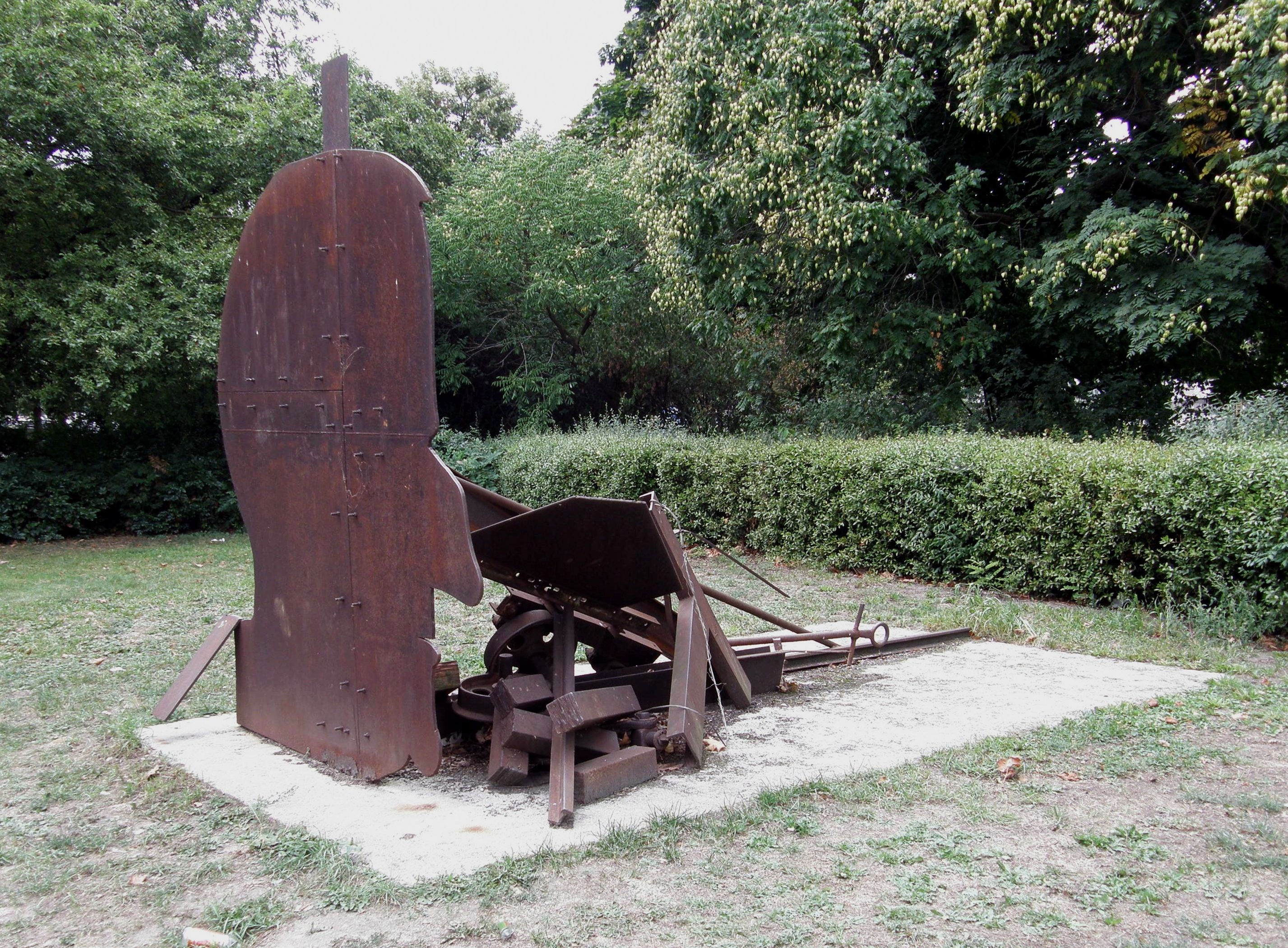
Bertolt Brecht (1991), Berlin-Mitte

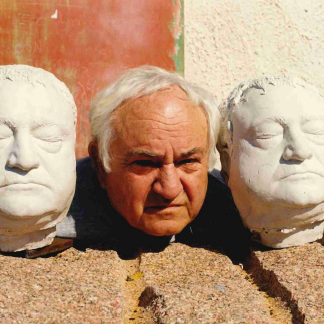
Yigal Tumarkin drie keer

Yigal Tumarkin (Hebreeuws: יגאל תומרקין), ook wel bekend als Ygael Tumarkin, (Dresden, 23 oktober 1933 – Tel Aviv, 12 augustus 2021) was een Israëlische schilder, graficus en beeldhouwer.

## Leven en werk
Tumarkin, die in Duitsland werd geboren als Peter Martin Gregor Heinrich Hellberg, emigreerde in 1935 met zijn moeder naar het Britse mandaatgebied Palestina. Zijn vader, die Duitser was, bleef in Berlijn. Na het verlaten van de school nam hij in 1949 dienst bij de Israëlische marine. Na zijn diensttijd besloot hij in 1954 beeldhouwer te worden. Hij vestigde hij zich in de kibboets Ein Hod, een kunstenaarsdorp dat in 1953 werd gesticht door de Roemeense kunstenaar Marcel Janco, dicht bij Haifa en de Karmelberg. Hij kreeg les van de beeldhouwer Rudi Lehmann en werkte als havenarbeider. In 1955 ging hij naar Duitsland, waar zijn vader Martin Hellberg een bekende toneelspeler en regisseur was. Hij werkte van 1955 tot 1957 als assistent van de decorbouwer Karl von Appen bij het Berliner Ensemble van Bertolt Brecht in Berlijn. In 1956 ontwierp hij zijn eerste eigen decor voor een optreden in Rostock van Brechts Der gute Mensch von Sezuan. Na de dood van Brecht hetzelfde jaar, werkte hij als decorbouwer in Amsterdam en Den Haag. In 1957 ontwierp hij zijn eerste sculpturen, die pas in de zestiger jaren werden gerealiseerd. In 1958 vertrok hij naar Parijs, waar hij de kunstenaars César Baldaccini, Alberto Giacometti en Yves Klein leerde kennen. In 1959 had hij zijn eerste expositie in Galerie Saint-Germain. In 1960 werkte hij weer als decorbouwer in Amsterdam, maar in dat jaar besloot hij naar Israël terug te keren. Tumarkins jongste zoon is de bekende Israëlische acteur Yon Tumarkin. In november 2013 werd het standbeeld 'Middelste pijler' (Hebreeuws: עמוד התיכון) onthuld in het park Gan Meir in Tel Aviv. Het werd opgedragen aan de dichteres Dahlia Ravikovitch.

## Werk in de openbare ruimte
Tumarkin kreeg vooral bekendheid door zijn Holocaust-monument op het naar Yitzchak Rabin genoemde plein in Tel Aviv. Andere monumentale werken, alsmede land art-projecten bevinden zich in musea en beeldenparken in Israël, de Verenigde Staten en Duitsland. Tumarkin toont werk in het door hem in 1971 gestichte Holon Sculpture Park in Holon. Hem werd in 2004 de hoogste Israëlische staatsprijs toegekend voor zijn bijdrage aan kunst en cultuur, de Israel Prijs.

## Fotogalerij

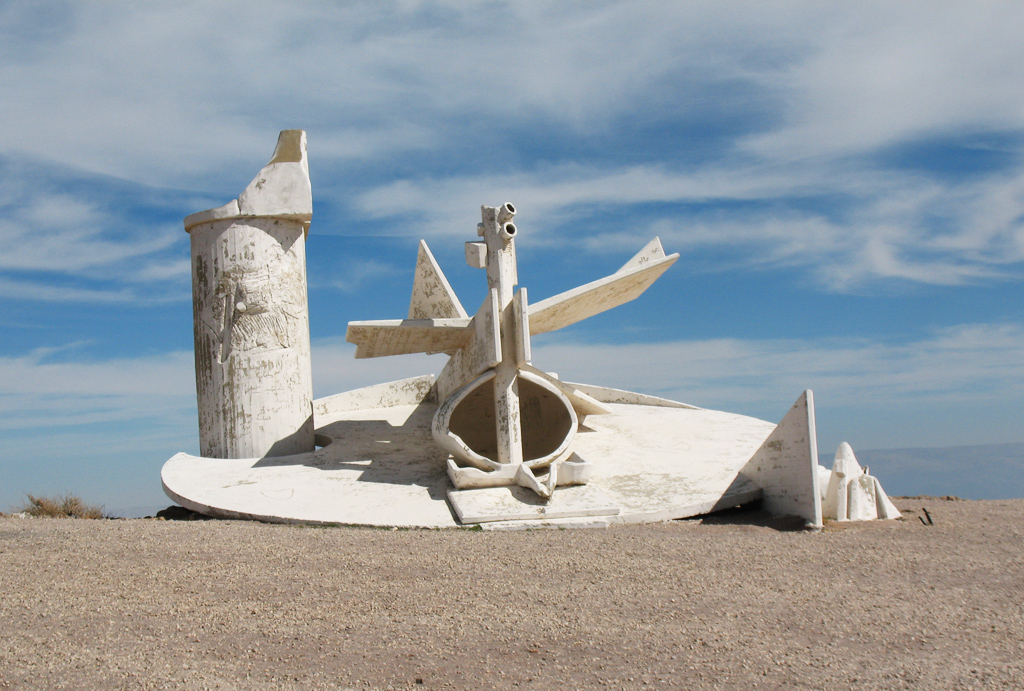
Monument Mitzpe Moav in Arad
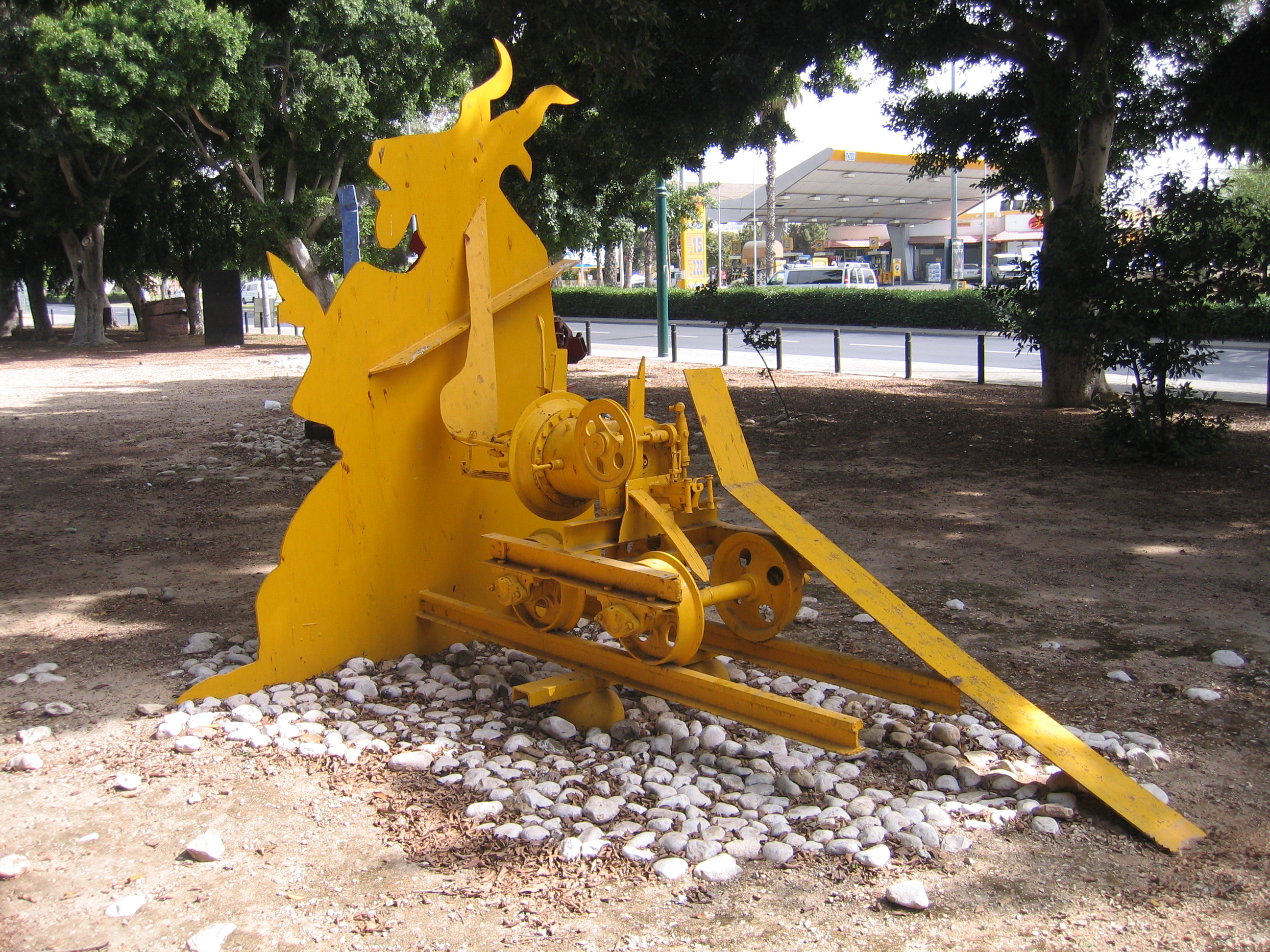
Witches Sabbath, Abu Nabut Park, Tel Aviv-Yaffo.
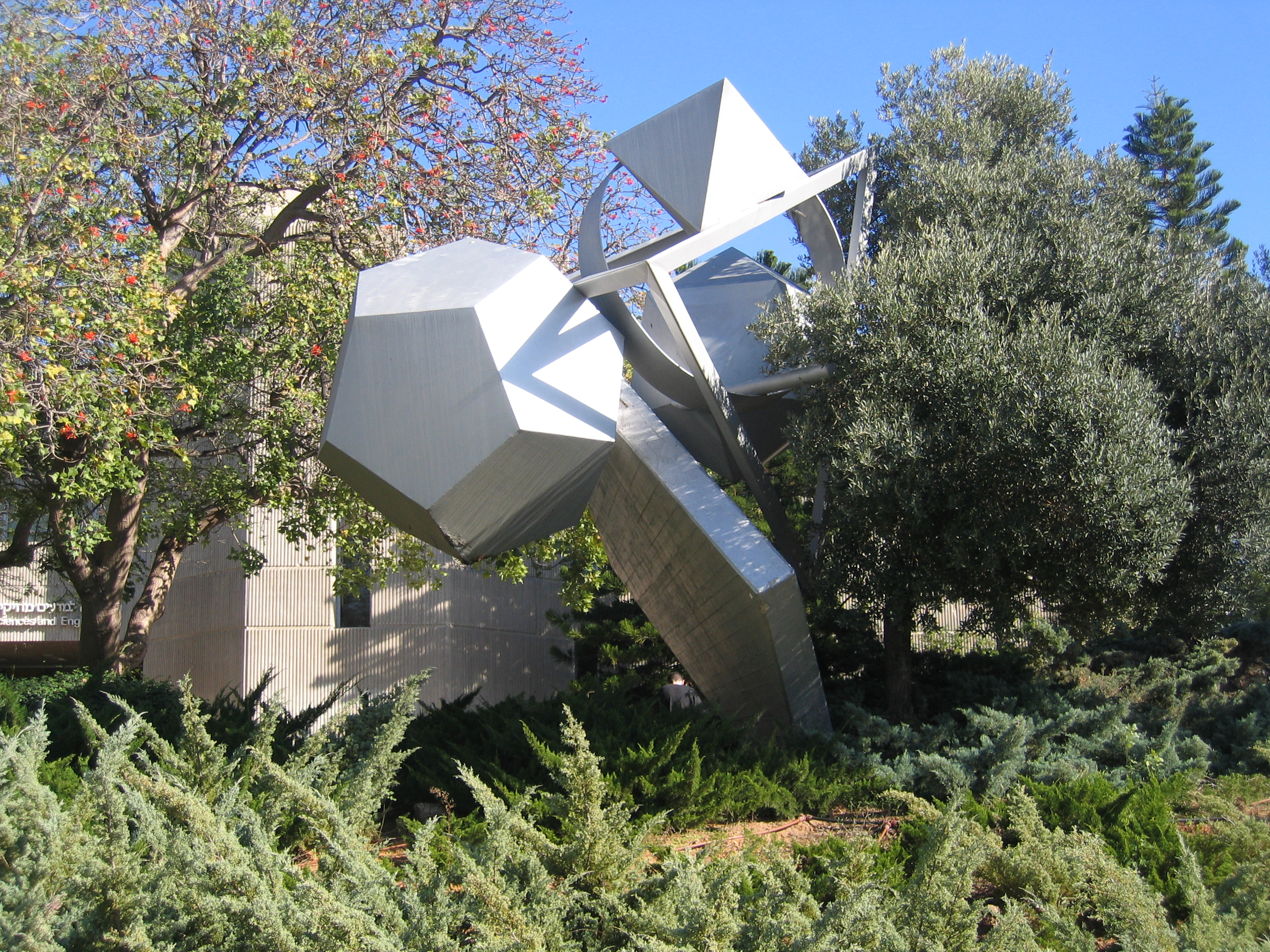
Homage à Johann Kapler, Universiteit van Tel Aviv
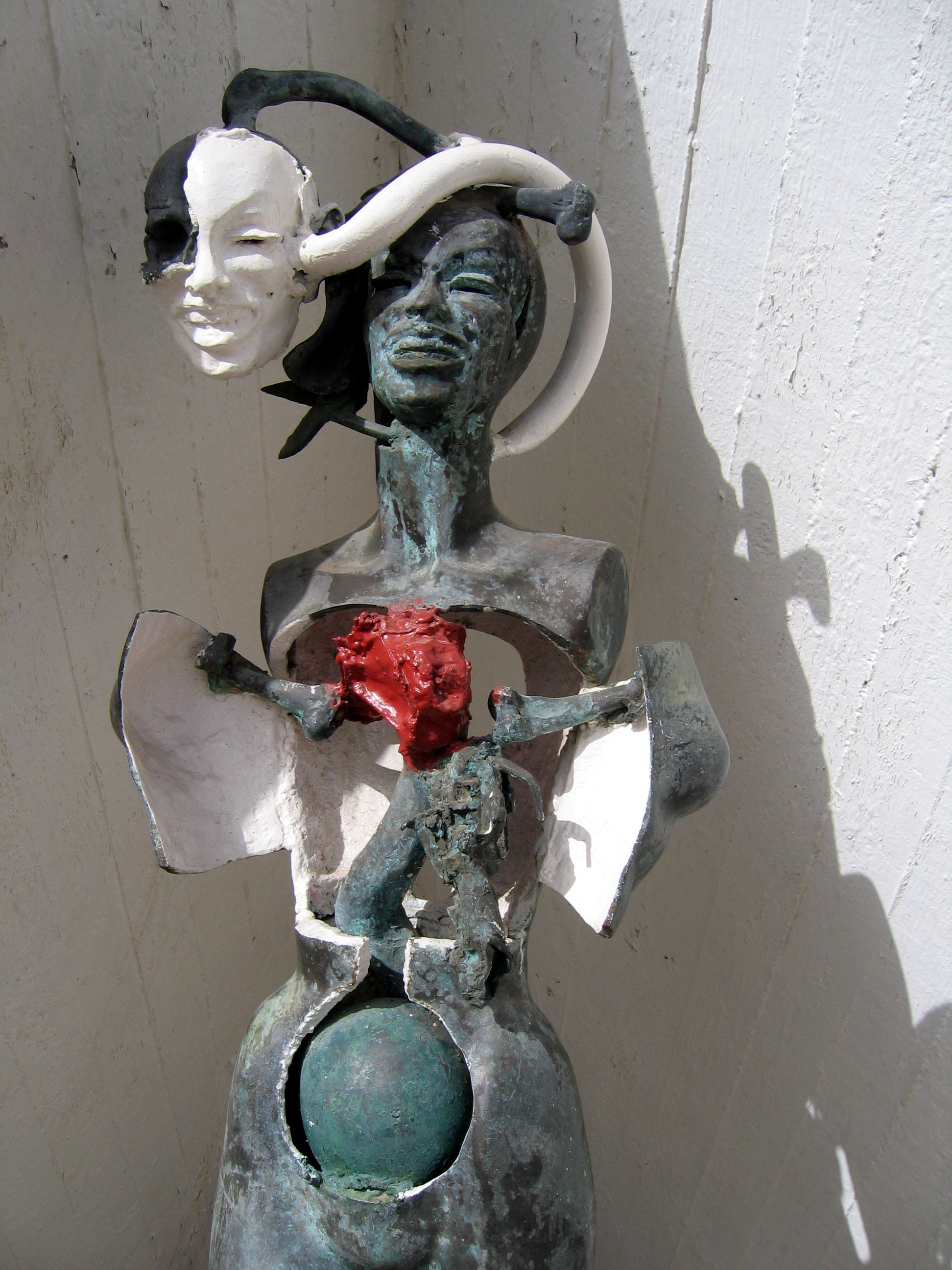
Sculptuur in de Holon sculpture Garden, Holon
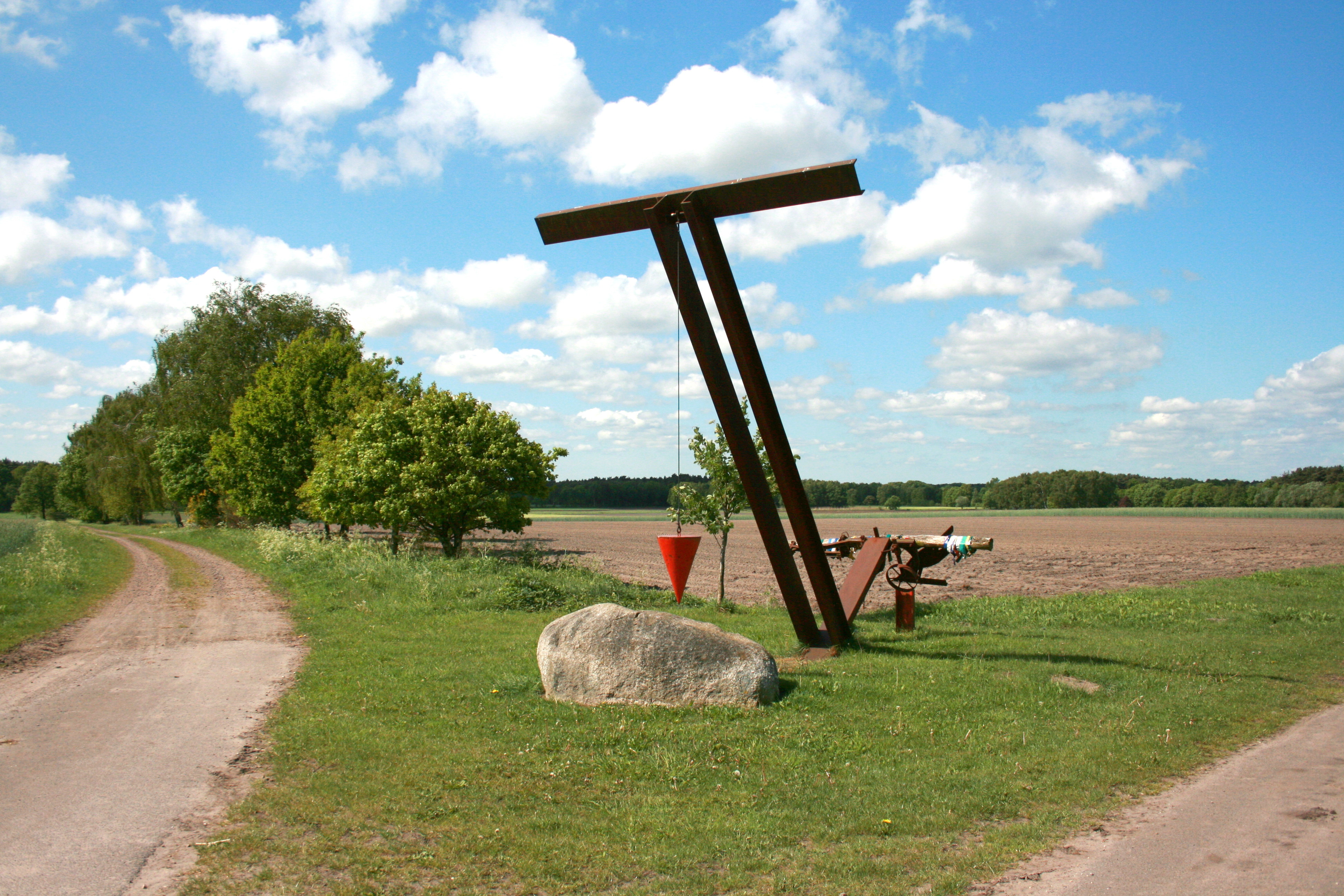
Gleichtag (1988) , Kunst-Landschaft Neuenkirchen (Lüneburger Heide)
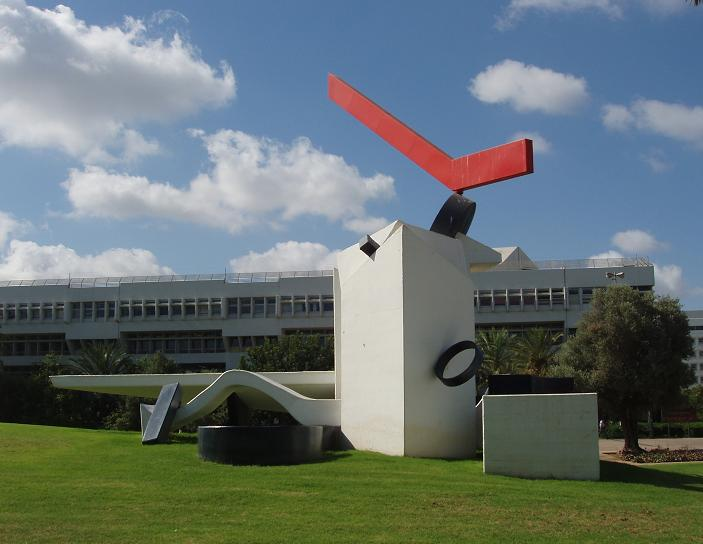
Sculptuur Tel Aviv University (TAU)